# Alfvar Theodorik Segerdahl
Alfvar Theodorik Segerdahl, född 11 december 1848, död 27 april 1897 i Stockholm, var en svensk telegrafitjänsteman och tecknare.
Han var son till överjägmästaren Gustaf Segerdahl och Anna Catharina Billberg och farbror till Lilly Segerdahl.